# Tour du Chapelet
La tour du Chapelet est une tour située à Agen (France), placée contre le mur ouest de la maison située au no 3 de la rue François-Arago. Elle est entièrement visible depuis la rue des Augustins.

## Historique et description
La tour du Chapelet a fait partie de la première enceinte d'Agen. On peut encore voir qu'elle est rattachée du côté ouest à un pan de muraille construit en vieil appareil, seul reste de la première enceinte, antérieure au XIIIe siècle. 
Pour Philippe Lauzun, La base de cette tour date du XIIe siècle. Elle est carrée, bâtie en moyen appareil, avec des murs de 1,25 m d'épaisseur. Une salle basse, d'une hauteur totale de 6 m, est voûtée en berceau légèrement brisé, et percée d'ouvertures en plein-cintre. Cette salle base a été divisée en deux par un plancher permettant l'accès à partir de l'escalier extérieur. Ce plancher a créé une cave.
Au premier étage on voit une fenêtre géminée avec une colonnette en marbre blanc dans sa partie supérieure. La tour comprend trois étages, les deux derniers ayant été construits en brique. La partie supérieure a dû être réaménagée au XIVe siècle, probablement après la réalisation de la nouvelle enceinte.
Le nom de la tour vient de celui du couvent du Chapelet dans lequel elle s'est trouvée englobée à la fondation du couvent des Dominicaines, le 28 février 1585. La tradition veut que la tour ait alors servi de clocher à leur chapelle. 
Le couvent a été démantelé à la Révolution. Elle a servi d’entrepôt de salpêtre en 1795, de magasin de fourrages jusqu'en 1814. En 1815, la municipalité a décidé d'en faire une prison correctionnelle. En 1818, la tour est devenue le siège d'une école d'enseignement mutuel. En 1822, tout l'ancien couvent est vendu en de nombreux lots. Elle est devenue une annexe de la maison du no 3 rue François-Arago. 
Longtemps abandonnée, la tour a été rénovée en 2000 pour recevoir l'agence d’architecture de Stéphane Thouin.

## Protection
La tour a été inscrite au titre des monuments historiques en 1950.